# Башня Елены (Виттен)
Башня Елены (нем. Helenenturm) — обзорная башня высотой 30 м в немецком городе Виттен (федеральная земля Северный Рейн — Вестфалия). Башня установлена в 1858 году советником юстиции Эдуардом Штроном в память о его жене Елене, умершей при рождении восьмого ребенка. С 1909 года башня находится в собственности города Виттен.
Башня расположена на верхнем плато возвышенности, именуемой горой Елены (нем. Helenenberg). Гора Елены — это последний отрог гористого района Ардайгебирге. До возведения башни Елены гора носила название «Vor der Egge» (примерно можно перевести как «Место перед мелководьем»).
В хорошую погоду со смотровой площадки башни Елены просматриваются окрестности вплоть до Бохума и Дортмунда. В 1886 году придворный фотограф Фридриха Гёбель со смотровой площадки Башни Елены выполнил съёмку для создания 360° панорамы города.
В настоящее время башня закрыта для свободного доступа и открывается только по особым случаям.